# چلینو آتانازیو
چلینو آتانازیو (به ایتالیایی: Cellino Attanasio) یک کومونه در ایتالیا است که در استان تیرامو واقع شده‌است.

## خصوصیات
چلینو آتانازیو ۴۳ کیلومترمربع مساحت و ۲٬۶۵۷ نفر جمعیت دارد و ۴۴۳ متر بالاتر از سطح دریا واقع شده‌است.